# Irina Rodríguez
Irina Rodríguez Álvarez (Barcelona, 16 de setembro de 1977) é uma nadadora sincronizada espanhola, medalhista olímpica. 

## Carreira
Irina Rodríguez representou seu país nos Jogos Olímpicos de 2004 e 2008, ganhando a medalha de prata por equipes em Pequim. 